# ボンバーマン (Wii)
『ボンバーマン』は、2008年9月25日に発売されたハドソンのWii用ゲームソフトである。Wiiにおけるボンバーマンシリーズ第2作目。
本作ではひとり用のストーリーモード、多人数対戦可能のバトルモードが用意されている。ニンテンドーWi-Fiコネクションでのオンラインプレイに対応しており、1台のWiiから最大4人まで参加できる。またMiiに対応しており、条件を満たすとストーリーモードや対戦でプレイヤーキャラとして使用できるほか、1人用のストーリーモードではイベントキャラクターとして登場する。
ディレクターは『スーパーボンバーマン3』『サターンボンバーマン』『ボンバーマンジェネレーション』でゲームデザイナーを、ゲーム版『ボンバーマンジェッターズ』でゲームディレクターを務めた渡辺達光。
バトルモードに特化したWiiウェア版についても記述する。Wi-Fi対戦では、パッケージ版とWiiウェア版の相互で対戦が可能。

## バトルモード
対戦モード。ボンバーマンを操作しボムを使い他のボンバーマンと戦う。Wiiリモコンとゲームキューブ用コントローラを併用することで、1台のWiiで最大8人まで同時に対戦可能で、Wi-Fiコネクションに接続すればWii版、Wiiウェア版を問わず対戦が出来る。Miiを参加させることも出来る。また、今作ではWiiリモコンを使った『フリフリアイテム』という独自のアイテムが登場する。

### 対戦ルール
いつものバトル
ボムで対戦相手を攻撃し、最後まで勝ち残ったプレイヤーが勝利。
カウントバトル
爆風を食らってもミスにならない代わりに頭上にカウンターが現れ、これが0になるとミスになってしまう。カウンターはほかのプレイヤーに擦り付けることも出来る。
チームバトル
チームを組んでの「いつものバトル」。
おうさまバトル
ステージに現れる王冠を取り合うルール。爆風を食らってもミスにはならないが、王冠やアイテムを落としてしまう。終了時に王冠を持っていたプレイヤーの勝利。王冠を持ったプレイヤーは金色に変身する。
みきってバトル
上空から降ってくるボムをひたすらかわし続けるルール。ボムは置けないが、アイテムの「シールド」を最初から装備している。

## ストーリーモード
しろボンを操作し、道中の敵を倒しながらゴールを目指すモード。「ボムアップ」等のアイテムはマップ上では出現しないが、ストーリーメニューで「クリスタル」を使うことにより火力、ボムの数、スピード等を強化できる。

### ストーリー
宇宙船で旅をしていたしろボンは近くの星からSOS信号を受け取る。さっそく発信元に急行し、発信者である科学者「アンナ」と出会う。アンナはほかの四人の科学者（Mii）と共に星の古代遺跡を調査していたが、突如、他の科学者達が姿を消してしまったのだという。しろボンはアンナのサポートを受けながら、科学者達の捜索のため古代遺跡へと冒険に出る。

### エリア
ミドリのイセキ
木々に囲まれた緑豊かなエリア。
ボス - プラントガーディアン
みずのイセキ
雨が降り続いている水辺のエリア。
ボス - アクエルガーディアン
さばくのイセキ
巨大な古代遺跡が建ち並ぶ砂漠のエリア。
ボス - ストームガーディアン
ホノオのイセキ
マグマが流れ出ている火山のエリア。
ボス - ボルカノガーディアン
まぼろしのイセキ
今回の事件の原因になっているエリア。
ボス - ノヴァクリスタル
最終ボス - ノヴァアーク

## キャラクター
アンナ
メガネをかけた女性科学者。他の四人の科学者と、ある星の古代遺跡の調査をしていたが、突如として四人全員が姿を消したため、宇宙に向けてSOS信号を発信した。好奇心旺盛かつ食いしん坊なため、どんな味がするかの調査を兼ねて敵キャラクターを調理して食べることもある。一番好きな調理法は丸焼きにしたものを丸かじりすること。

## 敵キャラクター
ここではストーリーモードに登場する敵キャラクターについて記述する。
（出典：）

### ミドリのイセキ
シシドーン
丸い体のイノシシ。しろボンを見つけると転がって体当たりしてくる。アンナ曰く、どんな料理にしてもよく、丸焼きが特に美味。
ビビリス
大きな尻尾が特徴のリス。近づくと逃げてしまう。追いつめると口にふくんだ種を飛ばして攻撃してくるが、当たってもダメージは受けない。アンナ曰く、「フサフサした毛の塊」で料理には適さない。
ガブフラワー
揺れ動きながら獲物が近づくのを待つ赤い花。直接爆風を当ててもダメージを与えられず、倒すにはステージ内の「ガブベビー」をすべて倒さなければならない。アンナ曰く、味は悪くないが、花や茎の刺は硬くて食べられない。
ガブベビー
紫色の花。アンナ曰く、ガブフラワーよりちょっと物足りないが、刺があまり硬くないため何とか食べられる。
ビープス
空中を飛び回るハチ。近づくと回転しながら突っ込んでくる。地面に突き刺さるとしばらく動けなくなる。アンナ曰く、フライにすると意外と美味しい。
ボムルソウ
ボムに似たピンク色の花。爆風に対して誘爆する。アンナ曰く、丸焼きにしようとしたらオーブンが爆発したため、花は諦めて葉っぱだけを食べたがあまり美味しくなかったらしい。
リーフソルジャー
クリスタルの欠片が変化したミドリのイセキを守るソルジャー。侵入者を見ると追いかけてくる。アンナ曰く、倒すとクリスタルの欠片に戻ってしまうため食べることはできない。
プラントガーディアン（ボス）
ミドリのクリスタルが、遺跡と人のパワーを吸収して変身した姿。タネバクダンを飛ばして攻撃してくる。アンナは憎めない顔をした「しょくぶつだいおう」と形容している。

### みずのイセキ
カクガリ
四角いブロックのような殻を背負ったヤドカリ。近づくと殻の中に閉じこもってしまうが倒すことは可能。アンナ曰く、カニの仲間であるためとても美味しく、残った殻は食べられないが、逆さにすれば小物入れとして再利用できる。
コナマキー
背中にドクロの粉を振り撒くキノコを生やした不思議な生き物。ドクロの粉に触れると、アイテム「ドクロ」を取ったときと同じように病気になってしまう。アンナ曰く、食べるとドクロの粉がピリピリするが、背中のキノコだけなら美味しいらしい。一方、丸い体の中は苦くてドロドロしていてさすがに食べられないという。
バブリウオ
空中をふわふわと泳ぐ魚。口から泡を連続で発射して攻撃してくる。アンナ曰く、スープに入れるなどには問題ないが、丸焼きにすると空気が抜けてしぼんでしまう。
バルンガエル
ジャンプで何でも飛び越えるカエル。近づくと体を大きく膨らませる。アンナ曰く、体はスカスカであまり食べるところがないが、ジャンプで鍛えた足はとても美味しく、丸焼きがおすすめらしい。
キノクラゲ
クラゲのように進化した大きなキノコ。着地しているときにしかダメージを与えられない。アンナ曰く、齧ってみたらスカスカで、「空気を食べているみたい」とのこと。
レインソルジャー
クリスタルの欠片が変化したみずのイセキを守るソルジャー。侵入者を見ると追いかけてくる。アンナ曰く、体はクリスタルの欠片から出る特殊なエネルギーでできており食べることはできない。
アクエルガーディアン（ボス）
みずのクリスタルが、遺跡と人のパワーを吸収して変身した姿。アンナはちょっとかわいい「おサカナクイーン」と形容している。

### さばくのイセキ
シャーピオン
サメのように砂の中を泳ぎ回るサソリ。獲物を見つけると砂から飛び出して襲いかかる。アンナ曰く、魚のような、エビのような味でとても美味しいらしい。
スナーク
砂に隠れて獲物を待ち伏せするヘビ。不用意に近づくと噛みついてくる。アンナ曰く、思ったほど味は悪くないが、薄味なのでちゃんと味付けをした方がいいらしい。
ストーミン
竜巻の中を漂う小さな虫。アンナ曰く、体を覆う殻がとても頑丈な割に小さくて中身もほとんどスカスカで、料理には適さない。
サバキング
砂漠をさ迷う大きな顔の砂の塊。爆風に当たると体が小さくなり、移動スピードが速くなる。アンナ曰く、見た通りの砂の塊で、試しに食べてみたが、口の中がジャリジャリしてとても食べられたものではないらしい。
トビハネ
大きな耳と長い尻尾を持つ砂漠のネズミ。一度爆風を当てて気絶させた後、もう一度爆風を当てると倒せる。アンナ曰く、少しクセはあるがとても美味しい。
サンドソルジャー
クリスタルの欠片が変化したさばくのイセキを守るソルジャー。侵入者を見ると追いかけてくる。
ストームガーディアン（ボス）
さばくのクリスタルが、遺跡と人のパワーを吸収して変身した姿。アンナは顔が怖い「さばくマジン」と形容している。

### ホノオのイセキ
チムニー
背中が煙突のように長く伸びているカメのような生き物。燃える火山弾を辺りに撒き散らして攻撃してくる。アンナ曰く、殻がとても頑丈で大変だが、中身が意外と美味しいらしい。調理上の注意点として、かなり燃えやすいことを考慮しなくてはならない。
スモーケン
フワフワと漂う黒い煙のような生き物。ダメージを与えると3体に分裂する。アンナ曰く、体に悪いガスを多く含んでいるため、あまり食べたり吸い込んだりしない方がいいらしい。
シェルツムリ
頑丈な殻に守られた、超高温のカタツムリ。殻に閉じこもっている間は無敵。アンナ曰く、体はマグマのように高温だが、殻の中はそれほど熱くなく食べられる。ミネラルを多く含んでいるが特に美味しくはないらしい。
ボルドッグ
体が炎に包まれた犬のような生き物。ブロックや隙間をジャンプで飛び越えて追いかけてくる。アンナ曰く、体に蓄えられた油により体が燃えており、美味しいがカロリーは高い。
ドラゴヘッド
灼熱のマグマに棲息するドラゴン。炎を吐いて攻撃してくる。マグマゲートのバルブを閉じると溶岩の流れが止まり、石化してしまう。石化している状態で爆風を当てると倒せる。アンナ曰く、生き物というよりはロボットに近い存在で、すぐに固まってしまうため食べられない。
マグマソルジャー
クリスタルの欠片が変化したホノオのイセキを守るソルジャー。侵入者を見ると追いかけてくる。
ボルカノガーディアン（ボス）
ホノオのクリスタルが、遺跡と人のパワーを吸収して変身した姿。体も心もマグマのように燃えている。アンナは「マグマしょうぐん」と形容している。

### まぼろしのイセキ
ガーダロス
遺跡の侵入者を排除する番人ロボット。レーザー攻撃を仕掛けてくる。ウシのような姿をしている。
ガトルン
ガトリング砲のような頭から弾をばらまくロボット。
サイバット
遺跡のエネルギーを吸収して進化したコウモリ。空中から連続攻撃を仕掛けてくる。地面に突撃し、動けなくなっている所に爆風を当てると倒せる。アンナ曰く、特殊な進化のせいで体の一部がロボットのようになっているが、食べてみると意外と美味しく、丸焼きにして食べるのがおすすめらしい。
ジバッガー
侵入者を発見すると大爆発するロボット。2本の角が特徴。アンナ曰く、膨大なエネルギーを連鎖反応させて破壊力を生み出している。
ディープリン
薄暗い色の不定形生物。倒すと欠片が飛び散る。アンナ曰く、どのように調理しても飛び散ってしまうため食べることはできない。
ダークソルジャー
クリスタルの欠片が変化したまぼろしのイセキを守るソルジャー。侵入者を見るとなにがなんでも追いかけてくる。最高レベルにパワーアップしたソルジャー。
ノヴァクリスタル（ボス）
ありとあらゆるエネルギーを吸収し、世界を支配しようと企む悪のクリスタル。クリスタルに羽と目玉がついたような見た目をしている。アンナは「めだまクリスタル」と形容している。
ノヴァアーク（最終ボス）
ノヴァクリスタルが4つのクリスタルを吸収し、真の力を解放した姿。4つのクリスタルに対応した攻撃を仕掛けてくる。アンナは「めだまだいまおう」と形容している。

## はじめてのボンバーマン
ボンバーマンシリーズを初めて遊ぶ人のためのレッスンを収録したモード。ルールやテクニックの解説に加え、実際にボンバーマンを操作する実践的な練習ができる。なお、すべてのレッスンを受けることで「ボンバーにんていしょ」を授かることができる。

### STEP 1 ボンバーマンって?
ボムを置いたり、基礎パワーアップを学んだりなど「ボンバーマン」がどのようなゲームなのかを学ぶ。
- 1-1 ボムについて
- 1-2 パワーアップについて
- 1-3 バトルゲームであそぼう

### STEP 2 きほんテクニック!
ゲームを有利に進める上で欠かせないテクニックを学ぶ。
- 2-1 ボムのせっちばしょ
- 2-2 ゆうばくとれんさおき
- 2-3 ばくふうをかわそう

### STEP 3 アイテムをつかおう!
ゲームに登場するアイテムについて学ぶ。
- 3-1 アイテムについて
- 3-2 マイナスこうかのアイテム
- 3-3 フリフリアイテム
- 3-4 アイテムをおぼえよう

## Wi-Fi8人バトル ボンバーマン
『Wi-Fi8人バトル ボンバーマン』は、2008年9月30日に配信されたハドソンのWiiウェア用のゲームである。上記のものから主に対戦要素のみを抽出したタイプ。オンラインのWi-Fi対戦モードだけでなく、オフラインの8人までの通常対戦モードも用意されている。